# Ryszard Żabiński
Ryszard Żabiński (ur. 27 września 1929, zm. 29 sierpnia 2020) – polski architekt i urbanista, prof. dr hab.

## Życiorys
W 1954 ukończył studia architektury w Politechnice Warszawskiej. Obronił pracę doktorską, następnie uzyskał stopień doktora habilitowanego. W 1983 nadano mu tytuł profesora w zakresie nauk technicznych. Pracował w Katedrze Urbanistyki na Wydziale Architektury Politechniki Wrocławskiej.
Zmarł 29 sierpnia 2020.

## Odznaczenia i wyróżnienia
- Medal Komisji Edukacji Narodowej[1]
- Złoty Krzyż Zasługi[1]
- Srebrny Krzyż Zasługi[1]
- Medal XXX-lecia PRL[1]
- Medal z okazji Jubileuszu 100-lecia Uczelni Technicznych we Wrocławiu[1]
- Złota Odznaka Politechniki Wrocławskiej[1]
- Srebrna Odznaka Honorowa Towarzystwa Urbanistów Polskich[1]
- Odznaka „Budowniczy miasta Wrocławia”[1]